# 台灣流行音樂博物館
台灣流行音樂博物館，為籌設中的台灣第一座流行音樂博物館，目前已於台北市設立台灣流行音樂博物館籌備處，並於2014年8月開始展開各項研究、展覽規劃、典藏計畫、推廣教育等，是以軟體博物館概念行之，亦即非實體空間陳列方式展開各項博物館相關業務，同時亦協助推動實體展覽及博物館籌建工作。 

## 簡介
台灣流行音樂是台灣重要的文化資產，也是無形的文化財，必須積極的加以定義與研究，以保存台灣歷史事物與文化。台灣流行音樂博物館以整理台灣流行音樂史料與資產做典藏與保存為目的，也將設立流行音樂趨勢研究智庫及產業調查中心，兼具休閒娛樂功能，加強觀光推廣，願景為「成為國家和城市經濟發展、國際行銷與觀光事業的新引擎」。 

## 場館
目前預定館址為宜蘭羅東中興文創園區，現與宜蘭縣政府洽談中。

## 沿革
- 2010年，倪再沁著手撰寫台灣流行音樂博物館計畫書，因諸多條件未能配合暫緩。
- 2013年，轉向推動台灣流行音樂學院規劃與推動未果。[2]
- 2014年6月，台灣流行音樂博物館籌設計畫重新啟動。
- 2014年8月，倪再沁出任「台灣時代文化藝術基金會」董事長，推動台灣流行音樂博物館的設立，並於台北設立台灣流行音樂博物館籌備處。
- 2014年11月，台灣流行音樂博物館與台北當代藝術館簽訂於2017年1-3月展出「台灣流行音樂百年風華展」。

## 預定時程
- 預定2016年7月，完成土地取得、興建工程前期規畫以及國際競圖。
- 預定2019年7月，完成博物館主體建築之建設完工與驗收。
- 預定2019年12月，博物館營運啟動。

## 場館
目前預定館址為宜蘭羅東中興文創園區，現與宜蘭縣政府洽談中。
1. 1 2  台灣時代文化藝術基金會，《台灣流行音樂 一個足以扭轉台灣主體意識的文化運動》，2014年9月初版
2. ↑  馬岳琳，〈台灣如何引領華語流行樂？〉，《天下雜誌》542期，頁138。